# ビワモドキ

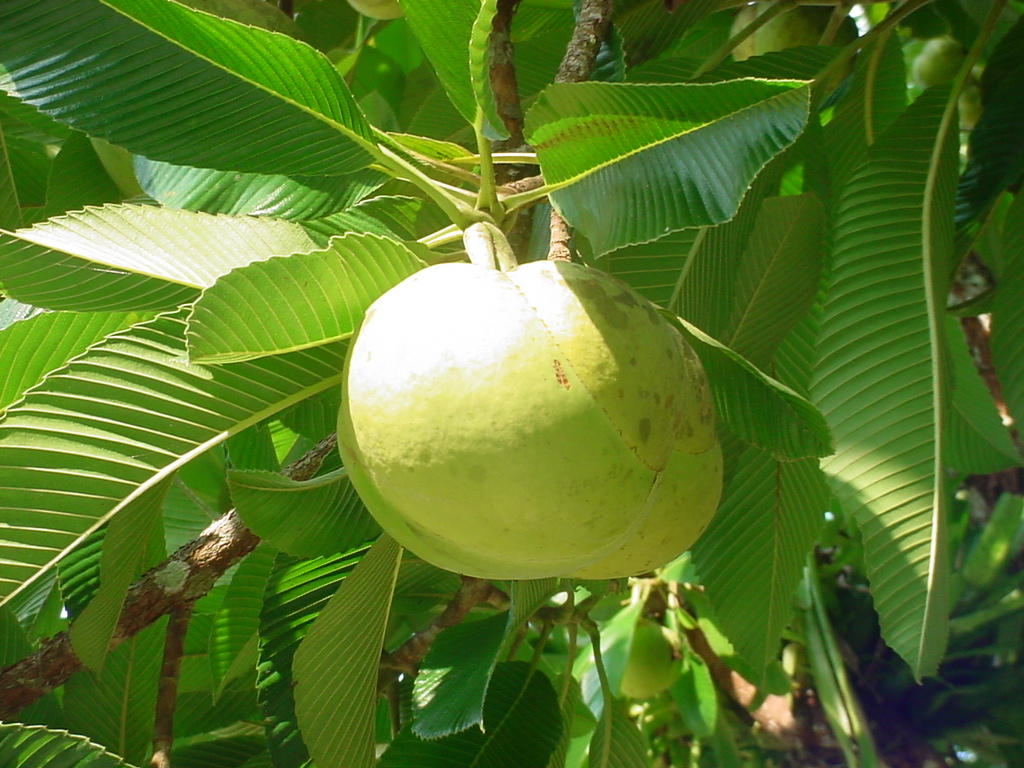
果実

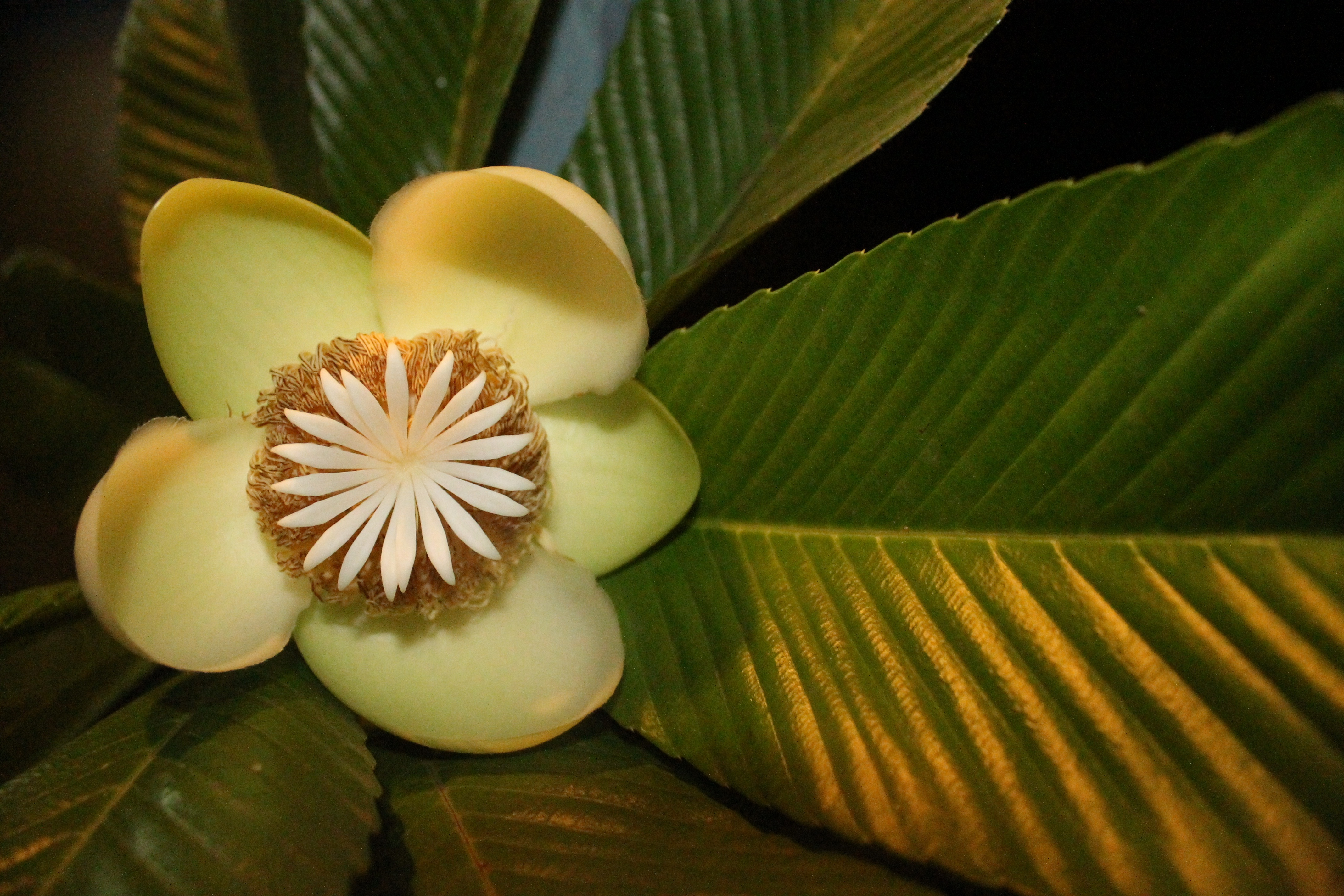
花

ビワモドキ (Dillenia indica) は、インド、バングラデシュ、スリランカから中国雲南省、ベトナム、タイ王国、マレーシア、インドネシアにかけての南東アジアが原産のビワモドキ科の木である。
常緑の大きな低木または小さな木で、高さは15mになる。葉は長さ15-36cmで、はっきりした波形の表面で、目立つ葉脈を持つ。枝は、良い薪の材料になる。花は直径15-20cmと大きく、5枚の白い花弁と多数の黄色い雄蕊を持つ。特徴的な丸い果実は大きく黄緑色で、種が多いが食用可能である。直径は5-12cmで、各々が5つの種を含む可食の繊維状パルプからなる15個の心皮が集合したものである。
果実のパルプは酸味と苦味があり、インド料理でカレーやジャム、ゼリー等に用いられる。また、しばしばココナッツやスパイスと混ぜてチャツネが作られる。特にアッサム州でダールや魚料理にも用いられる。
インドでは商業栽培はされておらず、各地の保護林等に自生する。ゾウ、サル、シカの主な食糧となるため、森林の中心部から果実を採取することは禁じられている。森林の食物連鎖を守るため、果実の販売も禁止されている。この果実は、「ゾウのリンゴ」としても知られ、アッサム語ではowtenga (ঔটেঙা)、ベンガル語では চালতা チャルタ、オリヤー語ではouu (ଓଉ)、チャクマ語 (Chakma) では、Ooluと呼ばれる。タイ語名は มะตาด /mátàːt/ マタート である。
リンネの『植物の種』(1753年) で記載された植物の一つである。